# Alfa Romeo 33 Stradale
El Alfa Romeo 33 Stradale es un automóvil deportivo producido por el fabricante italiano Alfa Romeo entre noviembre de 1967 y marzo de 1969.
El modelo de la primera generación es extremadamente raro, pues se fabricaron solamente 18 unidades. Es un biplaza con motor central-trasero y tracción trasera.
La segunda generación fue presentada a finales de agosto de 2023 e iniciaría su producción tentativamente ya como modelo 2024.

## Primera generación

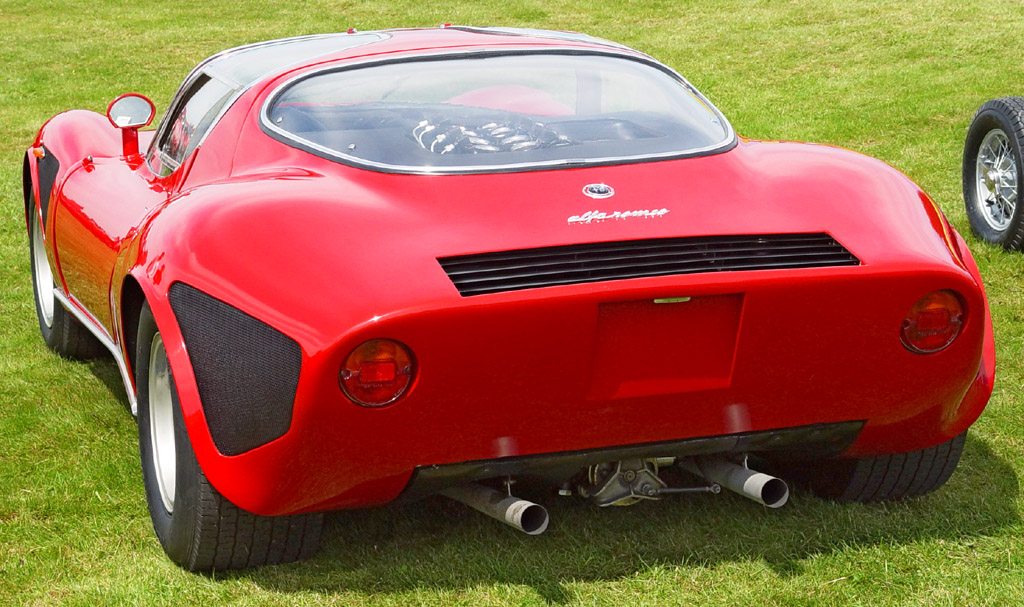
Vista trasera de un modelo 1968

Después de ganar los dos primeros campeonatos de Fórmula 1 en 1950 y 1951, Alfa Romeo decidió retirarse de la competición, para centrarse en el desarrollo de su línea de turismos y deportivos. Esta situación cambió en los años 1960, cuando la marca volvió a desarrollar automóviles de carreras, esta vez centrándose con gran éxito en las categorías de Sport. Para ese retorno a la competición, Autodelta, la división de carreras de Alfa Romeo, desarrolló los Alfa Romeo 33, que consiguieron un gran número de victorias en los años 1960 y 1970.
En el Salón del Automóvil de Turín de 1967, se presentó su nuevo desarrollo: el 33 Stradale, un deportivo basado en el exitoso Tipo 33 de carreras que compitió durante los años 1967 y 1968. No fueron muchos los cambios realizados a la versión de carreras para adecuarla a su uso en carretera, ya que la carrocería fue construida en aluminio en vez de fibra, la distancia entre ejes fue alargada y la potencia del motor se redujo de 270 a 230 CV (266 a 227 HP) (199 a 169 kW). También se introdujo un nuevo diseño de la carrocería, pero no se hicieron concesiones al confort o al lujo que aumentasen el peso. Gracias a esto, el peso solamente alcanzaba los 700 kg (1543 libras), lo que hace posible un alto nivel de prestaciones.

### Motorización
El motor es un pequeño, pero potente V8 a 90 grados de medidas internas súper cuadradas de 1995 cm³ (2 L; 121,7 plg³), lo que permite un régimen de giro muy elevado, obteniéndose la potencia máxima de 230 CV (227 HP; 169 kW) a las 8800 rpm y con una línea roja de 10 000 rpm. Monta doble bujía en cada cilindro y doble (DOHC) árbol de levas a la cabeza, estando acoplado a una transmisión manual Colotti de seis velocidades y transmitiendo la potencia a las ruedas traseras, a través de un diferencial de deslizamiento limitado (o tipo Ferguson).
| Distribución                        | DOHC 2 válvulas por cilindro (16 en total)                        |
| Alimentación                        | Inyección mecánica "Spica" con doble bujía, naturalmente aspirado |
| Sistema de lubricación              | Cárter seco                                                       |
| Sistema de refrigeración            | Por agua                                                          |
| Diámetro x carrera                  | 78 x 52,2 mm (3,07 x 2,06 plg)                                    |
| Relación de compresión              | 10.1:1                                                            |
| Potencia máxima                     | 230 CV (227 HP; 169 kW) @ 8800 rpm                                |
| Par motor máximo                    | 21 kg·m (206 N·m; 152 lb·pie) @ 7000 rpm                          |
| Chasis                              | Multitubular de aluminio y acero                                  |
| Capacidad del tanque de combustible | 98 litros (26 galAm)                                              |

| 1.ª  | 2.ª  | 3.ª | 4.ª | 5.ª  | 6.ª  | Reversa | Final |
| ---- | ---- | --- | --- | ---- | ---- | ------- | ----- |
| 3.25 | 2.18 | 1.6 | 1.3 | 1.12 | 0.96 | 3.273   | 4.555 |

### Chasis
Su chasis está formado por tres tubos de aluminio de gran diámetro con forma de "H", que albergan en su interior el tanque de combustible. En las partes delantera y trasera, sendos subchasis de magnesio servían de soporte a los elementos mecánicos. Este chasis fue alargado 100 mm (3,9 pulgadas), respecto a la versión de carreras para mejorar la habitabilidad y fue reforzado en su parte central.

### Diseño
El diseño de la carrocería es obra del diseñador italiano Franco Scaglione. Fue fabricada en aluminio, estando llena de voluptuosas curvas y cuenta con unas puertas de ala de mariposa ampliamente acristaladas. Es considerada como uno de los diseños más bonitos jamás realizados e incluso, gran parte de su curvilíneo diseño fue reutilizado en el renovado 8C Competizione.

### Producción y valoración
Su producción se realizó a mano en las instalaciones de Carrozzeria Marazzi en Milán, donde se recibían los vehículos provenientes de Autodelta terminados mecánicamente y listos para el trabajo de carrocería. La producción fue tan artesanal que no existen dos unidades iguales, cuyas principales diferencias son la rejilla frontal, las luces y los conductos de ventilación. La producción total fue muy limitada a solamente 18 unidades, aunque únicamente 13 de estas llegaron a ser entregadas a los clientes. Una unidad quedó en el Museo de Alfa Romeo, mientras que el resto se entregaron sin carrocería a Pininfarina, Bertone e Italdesign para crear los prototipos Bertone Carabo, 33/2 Coupé Speciale, Iguana y Navajo, respectivamente.
Con un precio de venta de US$17 000 (equivalente a $148 949 en 2023), el 33 Stradale era el automóvil más caro del mercado en 1968, mientras que el precio promedio de un coche nuevo en esa época era de US$2822 (equivalente a $24 726 en 2023).
En el presente, una unidad que se encuentre en buen estado puede valer más de US$3 000 000 (equivalente a $4 063 314 en 2023) en una subasta, según estimaciones de 2011.

## Segunda generación

### Diseño

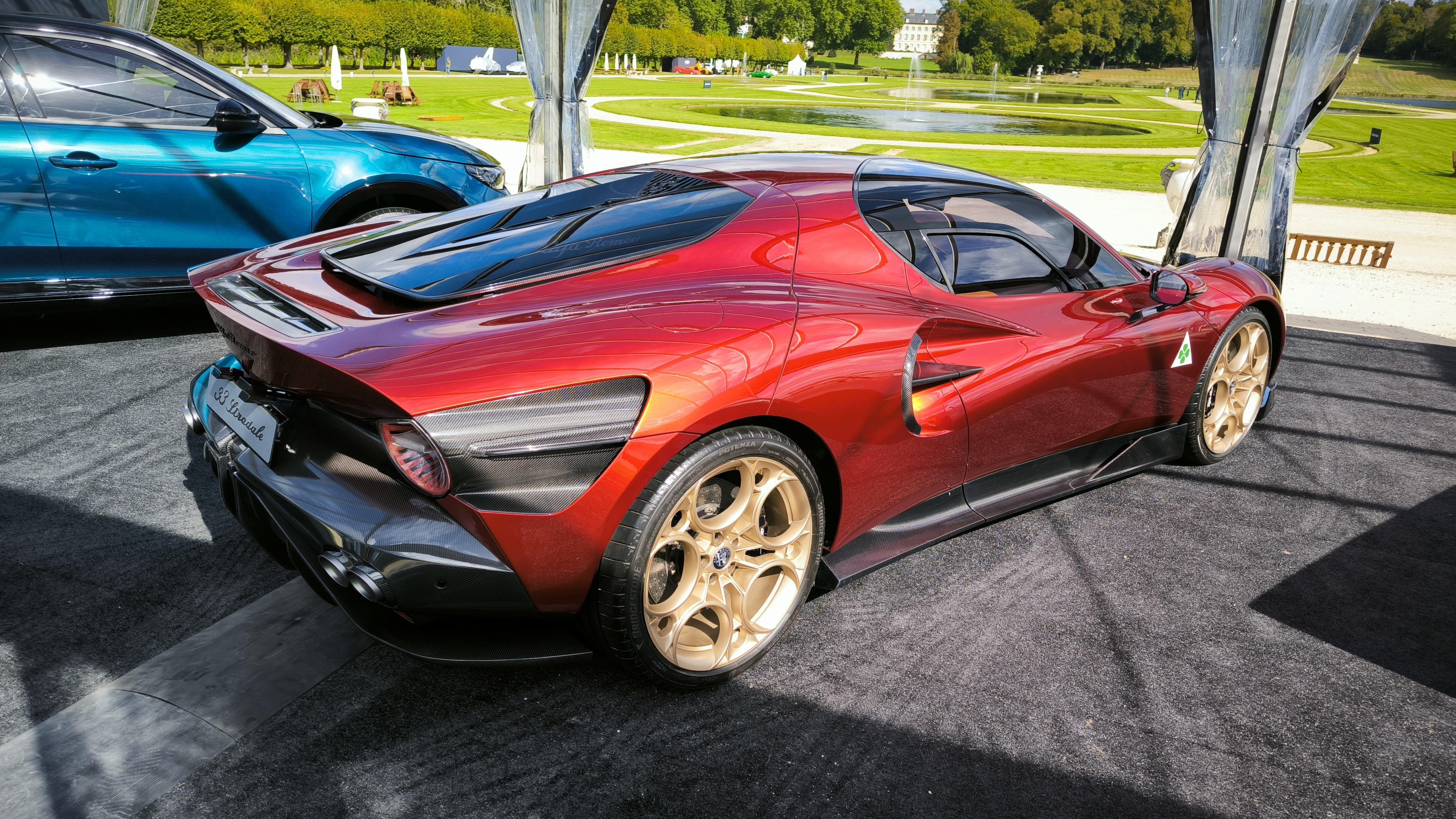
Vista lateral-trasera

Ha sido diseñado por el español Alejandro Mesonero-Romanos, el cual toma su nombre de su antecesor y homologado para circular en carretera que se ha desarrollado en el Centro Sperimentale Balocco con el apoyo del piloto de Fórmula 1 Valtteri Bottas. Los primeros contactos con potenciales clientes para estas unidades exclusivas se hicieron en 2022 en la víspera Gran Premio de Monza de F1 y, como sucedió con el modelo anterior, su presentación oficial fue en Arese, a las afueras de Milán, donde está el museo histórico de la marca. El diseño se inspira en la obra maestra de Franco Scaglione, pero con una mirada a las líneas de los futuros modelos del fabricante.
Se han utilizado materiales ligeros para reducir el peso y conseguir el centro de gravedad más eficiente. El chasis en forma de "H" es de aluminio, el monocasco de fibra de carbono garantizan rigidez y ligereza, el techo también es de fibra de carbono y aluminio con bisagras especiales para unas puertas que como en el clásico se abren como alas de mariposa. Los marcos de las ventanillas también son de fibra de carbono y la luneta trasera es de policarbonato. De igual manera se inspira en el anterior 33 Stradale, pero con elementos nuevos de estilo, como los faros, con una parte delantera fluida y una trasera de cola cortada donde puede llevar el escudo de la marca en la versión clásica o en 3D. Lo más llamativo son las puertas y el gran quemacocos envolvente que da una perfecta visión de la carretera y que puede recordar a la cabina de un avión de caza. Las intermitentes tienen dos partes: una en el centro del grupo óptico trasero y otra que en el lateral de la salpicadera. También se ha tenido en cuenta la aerodinámica y se ha conseguido un coeficiente aerodinámico de 0.375, sin la ayuda de sistemas aerodinámicos activos.

### Especificaciones
Ha tomado "prestado" el chasis, transmisión, suspensión y motor Nettuno del Maserati MC20, que originalmente estuvo pensado para Alfa Romeo. Así, tiene dos opciones de propulsión: térmica y eléctrica. El motor térmico es un V6 biturbo de gasolina, mejorado para alcanzar una potencia de 620 CV (612 HP; 456 kW), acoplado a una transmisión de doble embrague ZF de ocho velocidades, tracción trasera y diferencial electrónico de deslizamiento limitado.
La versión eléctrica lleva tres motores con una potencia total de más de 750 CV (740 HP; 552 kW), tracción en las cuatro ruedas y una autonomía que estimada en 450 km (280 millas). Con ambos sistemas, la velocidad máxima es de 333 km/h (207 mph) y acelera de 0 a 100 km/h (0 a 62 mph) en menos de tres segundos, con una frenada de 100 a 0 km/h (62 a 0 mph) en menos de 33 m (108 pies).
Tiene suspensión de doble horquilla, con amortiguadores activos y un eje delantero elevable que facilita salvar obstáculos o evitar rozar las partes bajas. Esta función se puede activar cuando circula a menos de 40 km/h (25 mph).
Tiene un sistema de frenado "Brake-By-Wire" producido por Brembo, con frenos carbono-cerámicos que consiguen las mejores prestaciones y una frenada adecuada a altas temperaturas. Las pinzas de aluminio, con seis pistones en el eje delantero y cuatro en el trasero, que se pueden elegir en los colores tradicionales: rojo, negro y amarillo, o personalizarse en otros tonos.
Inicialmente hay dos opciones: Tributo y Alfa Corse, la primera siendo un homenaje a la edición de los años 1960 con una tapicería interior en asientos, tablero, paneles de las puertas y túnel central en dos tonos de cuero. Alfa Corse es una opción más deportiva que combina fibra de carbono y Alcantara con cuero en varios tonos.